# Montenegro (Colombia)
Montenegro is een gemeente in het Colombiaanse departement Quindío. De gemeente telt 38.714 inwoners (2005). Montenegro ligt in de Eje Cafetero en produceert veel koffie.
- Library of Congress Control Number: n92099083
- Nationale Bibliotheek van Israël: 987007531088705171
- Virtual International Authority File: 126812248

Armenia · Buenavista · Calarcá · Circasia · Córdoba · La Tebaida · Montenegro · Filandia · Génova · Pijao · Salento · Quimbaya